# Listă de proture din România
Proturele din România numără circa 27 de specii descrie în special în pădurile din Munții Carpați și în suburbia Bucureștilor. Apariția publicațiilor despre aceste hexapode este sporadică și sunt puține date privind diversitatea lor în diferite regiuni. Din numărul total de specii, 15 au fost descrise prima dată pentru fauna românească într-un studiu din 2016.

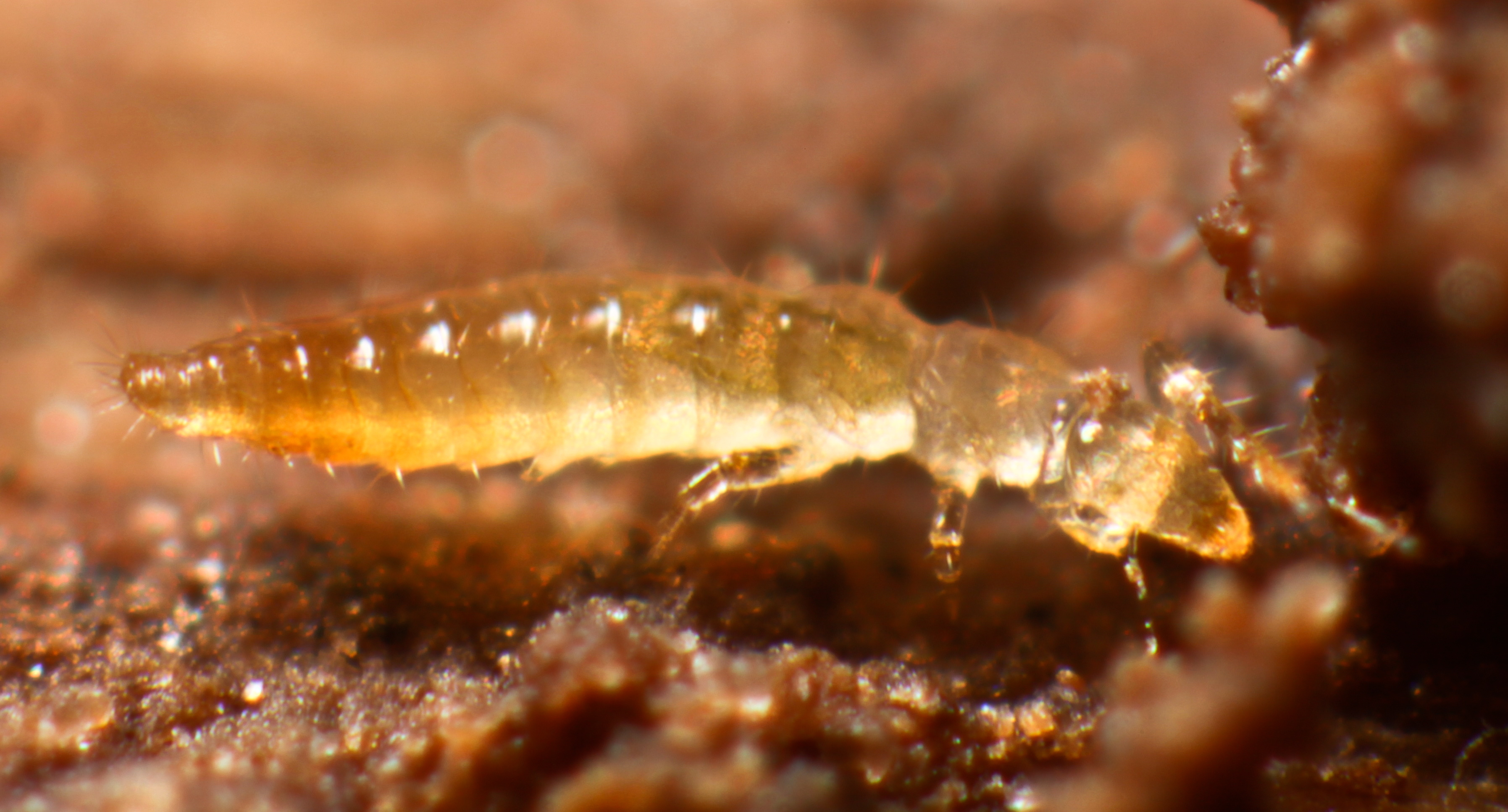
Acerentomon sp.

## OrdinulAcerentomata

### FamiliaHesperentomidae

#### Subfamilia Hesperentominae
- Ionescuellum carpaticum (Ionescu, 1930)

#### Subfamilia Protentomidae
- Proturentomon minimum (Berlese, 1908)
- Proturentomon sp.

### Familia Acerentomidae

#### Subfamilia Berberentulinae
- Acerentulus alni Szeptycki, 1991
- Acerentulus confinis (Berlese, 1908)
- Acerentulus cf. confinis
- Acerentulus exiguu Condé, 1944
- Acerentulus halae Szeptycki, 1997
- Acerentulus traegardhi Ionescu, 1937
- Acerentulus xerophilus Szeptycki, 1979
- Acerentulus  sp. cunhai

#### Subfamilia Acerentominae
- Acerentomon affine Bagnall, 1912
- Acerentomon carpaticum Nosek, 1961
- Acerentomon mesorhinus Ionescu, 1930
- Acerentomon microrhinus Berlese, 1909
- Acerentomon quercinum Ionescu, 1932
- Acerentomon cf. quercinum
- Acerentomon rostratum Ionescu, 1951

- Acerella muscorum (Ionescu, 1930)

## OrdinulEosentomata

### FamiliaEosentomidae
- Eosentomon armatum Stach, 1926
- Eosentomon carpaticum Szeptycki, 1985
- Eosentomon enigmaticum Szeptycki, 1986
- Eosentomon pinetorum Szeptycki, 1984
- Eosentomon semiarmatum Denis, 1927
- Eosentomon silvaticum Szeptycki, 1986
- Eosentomon stachi Rusek, 1966
- Eosentomon transitorium Berlese, 1908